# Emberiza sahari

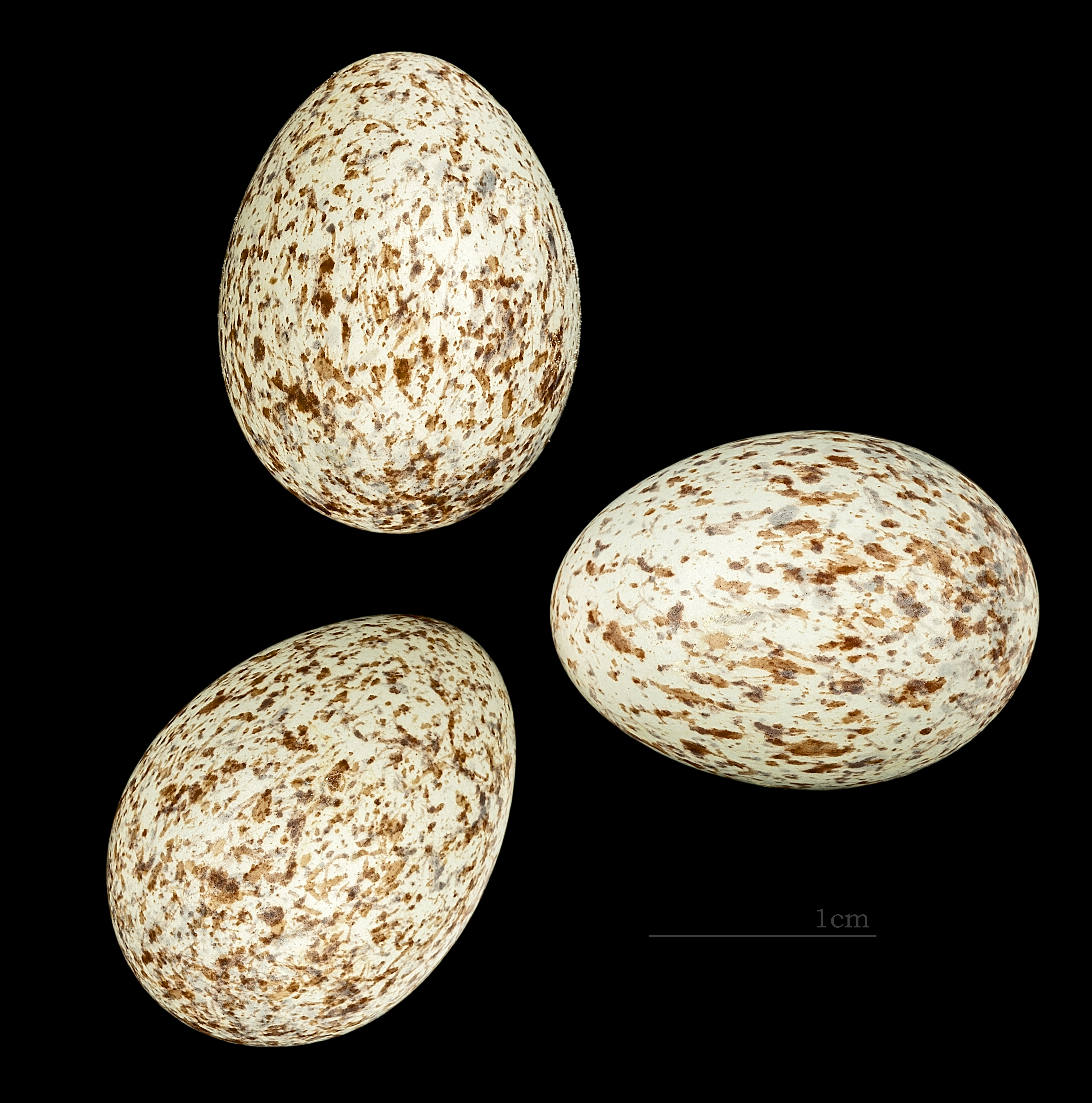
Huevos de Emberiza sahari

El escribano sahariano (Emberiza sahari) es una especie de ave paseriforme de la familia Emberizidae propia del norte de África

## Distribución
Se encuentra desde Marruecos hasta Libia, y de Senegal a Chad por el sur.
En 2023 se detectó por primera vez su reproducción en el continente europeo en Algeciras, en el sur de la provincia de Cádiz, por los ornitólogos locales Antonio Jesús Sepúlveda y Julio Ortega, miembros del grupo ornitológico Tumbabuey.